# Бодмин
Бодмин (англ. Bodmin; корн. Bosvena) — город в Корнуолле (Англия). Население — 12 778 человек.
Город расположен в самом центре графства Корнуолл к юго-западу от урочища Бодмин-Мур.
В 1835 году административный центр графства Корнуолл был перенесён из города Лансестон в Бодмин, в 2009 году Бодмин лишился своего статуса, столица графства была перенесена в Труро.

## История
Святой Петрок основал в Бодмине монастырь в VI веке. В ходе нормандского завоевания был лишён части своих земель.
В книге Страшного суда город называется самым крупным и старейшим городом Корнуолла.
В XV веке церковь святого Петрока являлась вторым по величине культовым сооружением в графстве (после собора в Труро).
На протяжении большей части истории в Бодмине оловянная промышленность являлась основой экономики города.
В середине XIV века чёрная смерть унесла жизни половины города, около 1500 человек.

### Восстания
Бодмин три раза становился центром восстаний. В 1497 году состоялось восстание корнцев которое возглавили кузнец Ан Гоф и адвокат Томас Фламанк. Собрав армию, они двинулись на Лондон где в итоге были разбиты 10-тысячной королевской армией.
Осенью того же года Перкин Уорбек пытался узурпировать власть короля Генриха VII. В Бодмине Уорбек был провозглашён королём Ричардом IV, но король Генрих VII без труда подавил восстание.
В 1549 году король Эдуард VI, убеждённый протестант, пытался навязать жителям Корнуолла, в основном верным католической церкви, новый молитвенник. События получили название восстание молитвенника. В результате подавления восстания было убито около 4000 корнцев.

## Образование
В городе находятся несколько начальных школ, школа на 440 учащихся старших классов, а также католическая школа и колледж.